# Hôtel particulier (84, boulevard du Général-de-Gaulle, Roubaix)
L’hôtel est un hôtel particulier situé à Roubaix, dans le département du Nord.

## Histoire
Ce bâtiment fait l'objet d'une inscription au titre des monuments historiques depuis le 12 août 1998.

## Localisation
L'hôtel est situé au 84, boulevard du Général-de-Gaulle à Roubaix, près de 78-78 bis et 86.